# Negue Djogo
Negue Djogo (geb. 2. Februar 1932) war ein Offizier und Politiker im Tschad.

## Leben
Negue Djogo war ein katholischer Offizier, der durch die französischen Kolonialisten seine Ausbildung erhalten hatte. Er gehörte zum Volk der Sara. Sein erstes bedeutendes Amt trat er 1966 an, als er, noch im Rang eines Lieutenant, von Präsident François Tombalbaye zum Präfekten der wichtigen Präfektur Borkou-Ennedi-Tibesti (BET) ernannt wurde. Frankreich, die damalige Kolonialmacht im Tschad hatte das Gebiet erst 1964 verlassen, vier Jahre nach der Unabhängigkeit des Landes. Er gehörte zu einer Gruppe, die von der französischen Administrative Reform Mission (MRA) 1969 wegen Amtsmissbrauch beschuldigt wurden, vor allem wegen seiner Vorurteile gegenüber moslemischen Traditionen und speziell der Ablehnung des dia, des Blutgelds.

### Karriere
Trotzdem machte er unter Tombalbaye eine schnelle Karriere und wurde General und Chef des Stabes der Forces Armées Tchadiennes (FAT). Am 23. März 1975 wurde er jedoch vom Präsidenten unter Arrest gesetzt. Tombalbaye unternahm einen erneuten Versuch die Armee zu säubern. Aber Djogo blieb nicht lange in Haft: Am 13. April wurde Tombalbaye durch Staatsstreich abgesetzt. Djogo wurde unmittelbar freigelassen und die Putschisten boten ihm an, Präsident der neuen Militärjunta zu werden, was er ablehnte. Daher wurde Félix Malloum gefragt, der am 15. April neuer Staatschef wurde. Djogo übernahm das Amt des Finanzministers.
Malloums Militärregierung brach 1979 zusammen, als der Premierminister Hissène Habré, ein muslimischer früherer Warlord, sich mit dem Präsidenten überwarf und am 12. Februar die Hauptstadt N’Djamena mit seiner Miliz, den Forces Armées du Nord (FAN), angriff. Der Stabschef der Armee, General Nguemourou, reagierte nur schwach und übergab das Kommando am 14. Februar an Djogo. Seine Autorität wurde bald darauf von Colonel Wadel Abdelkader Kamougué, dem damaligen Anführer der Gendarmerie, in Frage gestellt. Die Militärpolizei war die einzige Einheit, die sich in der Schlacht nicht aufgelöst hatte. Als die Forces Armées Tchadiennes (FAT) sich geschlagen gab und am 15. April aus der Hauptstadt nach Süden abzog, war Kamougué Kommandant während Djogo in N’Djamena zurückblieb.
Der Bruch wurde bereits deutlich im Laufe der Zweiten Friedenskonferenz in Kano in Nigeria (3. April–11. April), als alle Parteien eingeladen waren eine Einheitsregierung (Gouvernement d’Union Nationale de Transition, GUNT) zu bilden. Djogo konnte dort Kamougué ausboten und wurde zum Vizepräsident des Tschad in der neuen Regierung ernannt und am 29. April als Repräsentant der FAT vereidigt. Präsident wurde Lol Mohammed Chawa, ein Protégé von Nigeria. Habré wurde Verteidigungsminister und Goukouni Oueddei Innenminister. Djogo wurde auch als Commander-in-Chief der neuen Armee ernannt, in welcher die alte FAT und die Milizen zusammengeführt werden sollten.
Die Regierung hielt nicht lange, hauptsächlich, weil wichtige Milizen, die von Libyen unterstützt wurden, von der GUNT ausgeschlossen wurden. Diese hatten sofort eine Gegenregierung gebildet, das Conseil démocratique révolutionnaire (Demokratischer Revolutionärer Rat, CDR) unter Führung von Ahmat Acyl. Viele Länder weigerten sich auch die neue Regierung anzuerkennen: Djogo musste dies beim 6. Franco-Afrikanischen Gipfel in Kigali (21.–22. Mai) am eigenen Leib erleben. Djogo war als Führer der Delegation des Tschad beauftragt, aber Zweifel an der Glaubwürdigkeit der GUNT, die von mehreren Delegierten geäußert wurden, führten zu einer abrupten Abreise der Delegation des Tschads.
Mitte des Jahres war klar, dass das Ende von Shawas Regierung bevorstand. Nigeria hatte neue Verhandlungen zur Bildung einer umfassenden Regierung auf den Weg gebracht; nach einem ersten Misserfolg war die Zweite Konferenz in Lagos etwas erfolgreicher und alle Parteien, inklusive der CDR, unterzeichneten den Lagos Accord am 21. August. Eine neue GUNT wurde am 3. September gebildet und Goukouni wurde der neue Präsident und Kamougué Vizepräsident.
Djogo versuchte dort politisch wieder Fuß zu fassen, indem er Kamougué attackierte. Am 1. März 1980 veröffentlichte er in N’Djamena ein Manifest zur Bildung eines dezentralisierten Einheitsstaates, aber er erhielt dafür nur wenig Unterstützung. Nur einige Offiziere, die schon 1979 nicht Kamougué folgten und einige Funktionäre, die dem Regime von Tombalbaye anhingen, unterstützten ihn.
Als Habré, der 1980 mit der GUNT gebrochen hatte, N’Djamena 1982 eroberte und sich selbst zum neuen Präsidenten ausrief, weigerten sich die anderen Parteien aus dem Norden in der GUNT sich zu ergeben und sammelten ihre Truppen in der Präfektur Borkou-Ennedi-Tibesti (BET). Während Goukouni Präsident blieb, wurden seine Truppen unter dem Kommando von Djogo vereinigt. Djogo bewies, dass er ein fähiger General war und besiegte Habrés Truppen bei Gouro und Ounianga 1982. Er war auch nominell Kommandant der neuen Armee der GUNT, der Armée de Libération National (ALN), welche mit massiver Unterstützung durch libysche Einheiten Habrés Truppen zwischen Juni und August 1983 vernichteten.
1984 brach Djogo selbst mit der GUNT, aus Ärger über interne Konflikte. Er bildete 1985 in Paris die Front Démocratique du Tchad (FDT), eine Koalition von Gruppen, de sowohl gegenüber Goukouni, als auch Habré in Opposition standen. Habré konnte jedoch die Partei in Friedensgesprächen in Libreville in Gabun für sich gewinnen. Unter der Patronage von Präsident Omar Bongo konnten auch Alphonse Kotigas Codos und Acheikh ibn Oumars CAC-CDR einbezogen werden. Djogo unterzeichnete für seine Partei am 23. Dezember 1985. Im Austausch wurde Djogo Justizminister, aber Habré konnte mit seiner einzige legalen Partei Union Nationale pour l’indépendance et la révolution (UNIR) die volle Kontrolle behalte. Und obwohl Djogo in einer Pressekonferenz am 4. März 1986 darauf bestand, dass die FDT demokratische Freiheiten im Tschad herstellen wolle, blieb er dich vage in konkreten Zielen.
Mitte des Jahres 1988 wurde Djogo versetzt in das Ministerium für Transport und Luftfahrt und 1989 wurde er in das Zentralkomitee der UNIR aufgenommen zusammen mit anderen ehemaligen Oppositionsführern. Sein Fall kam 1990 mit dem Sturz Habrés, der von Idriss Déby gestürzt wurde; von da an hatte er keine politische Bedeutung mehr.